# Maison des étudiants de Tampere
La  Maison des étudiants de Tampere (finnois : Tampereen ylioppilastalo) est un bâtiment construit dans le quartier de Tammerkoski à Tampere en Finlande,.

## Présentation
Le bâtiment présente une façade mêlant les styles reconnaissance et début de l'Art nouveau.
L'édifice est protégé,,.
Il est d'abord construit pour la banque Suomen Yhdyspankki.
En 1967, il est renommé Maison des étudiants quand l'association des étudiants de l'université de Tampere s'y installe jusqu'en 2013,.
Depuis elle accueille entre autres des spectacles de théâtre musical.